# Lázaro Cárdenas (Jungapeo)
Lázaro Cárdenas es una localidad del estado mexicano de Michoacán. Es parte del municipio de Jungapeo.

## Toponimia
El nombre de la localidad rinde homenaje a Lázaro Cárdenas, presidente de México de 1934 a 1940.

## Demografía
| Gráfica de evolución demográfica |
|                                  |

| Censo | Población |
| ----- | --------- |
| 1940  | 348       |
| 1950  | 680       |
| 1960  | 564       |
| 1970  | 832       |
| 1980  | 1291      |
| 1990  | 1393      |
| 2000  | 1834      |
| 2010  | 1965      |
| 2020  | 2146      |